# Илирик
Илирик (лат. Illyricum — Илирикум) у древно доба северозападни део Балканског полуострва и Јадранског мора назван по Илирима. Јужни део земље које су насељавали Илири (јужна Далмација) дошла је у индиректну контролу Рима после Првог илирског рата вођеног 229/228. п. н. е.
Илирик (у смислу земаља у унутрашњости Балкана до реке Саве) постаје од средине 1. века п. н. е. земља која се додељивала на управу римским промагистратима, а тек под владавином Октавијана Августа коначно покорена и тако постаје римска провинција.
Након пораза Илира у устанку од 6. до 9. године нове ере. долази до дељења на провинције Illyricum inferius (Панонија) и Illyricum superius (Далмација). Након дељења царства 395. Далмација и Панонија припадају Западном римском царству. 
У 4. веку је на западним просторима југоисточне Европе створена префектура Илирик, која је накнадно подељена на источни и западни део (дијецеза Илирик). У 7. веку насељавају се јужнословенска племена.